# کوکوی سنجابی
کوکوی سنجابی (نام علمی: Piaya cayana) نام یک گونه از تیره کوکویان است.